# Noonilla copiosa
Noonilla copiosa är en myrart som beskrevs av Petersen 1968. Noonilla copiosa ingår i släktet Noonilla och familjen myror. Inga underarter finns listade i Catalogue of Life.